# Choconsaurus
Choconsaurus baileywillisi
Genre
Espèce
Choconsaurus (« lézard de El Chocón ») est un genre éteint de dinosaure sauropode, un titanosaure basal. Il a vécu en Amérique du Sud au début du Crétacé supérieur (Cénomanien), soit il y a environ entre 100,5 et 93,9 millions d'années. Le nom du genre fait référence à sa découverte à Villa El Chocón en Argentine. 
Une seule espèce est rattachée au genre : Choconsaurus baileywillisi, décrite par les paléontologues argentins Edith Simón, Leonardo Salgado et Jorge Calvo en 2017.

## Découverte
Des restes de fossiles ont été trouvés dans la province de Neuquén, en Argentine. Ils proviennent de la formation géologique de Huincul.
Ils sont composés d'un squelette sans crâne ; des vertèbres du cou, du dos et de la queue ont été bien préservées.

## Description
Dans leur description , les inventeurs de l'espèce décrivent plusieurs autapomorphies :
- la bordure supérieure de la face arrière de l'articulation postérieure des vertèbres cervicales est très peu développée ;
- les premières vertèbres portent de très grandes protubérances secondaires des deux côtés de l'hyposphène ;
- les vertèbres centrales et postérieures portent une crête supplémentaire en arrière de la crête postérieure qui s'étend de la saillie latérale au corps vertébral, et la crête secondaire parallèle à la crête principale ;
- les vertèbres antérieures de la queue présentent une saillie dans l'articulation secondaire hyposphénique postérieure.